# Ensine a Controvérsia
Ensine a Controvérsia é uma campanha criada pelo Discovery Institute que possui dois objetivos principais: promover o design inteligente, que defende que algumas características da natureza são mais bem explicadas por uma causa inteligente e apontar as deficiências da teoria da evolução nas aulas de ciências das escolas públicas do ensino médio americano. Uma corte federal americana, em conjunto com a maioria das organizações científicas, incluindo a Associação Americana para o Avanço da Ciência, declarou que o Instituto tem fabricado a controvérsia que querem ensinar, promovendo uma percepção errada de que a evolução é "uma teoria em crise" devido a ser supostamente objeto de grande controvérsia e debate no seio da comunidade científica. O professor da Universidade McGill Brian Alters, um especialista na controvérsia da criação vs. evolução, é citado em um artigo publicado pela NIH afirmando que "99,9 por cento dos cientistas aceitam a evolução" enquanto o design inteligente foi e é rejeitado pela maioria esmagadora da comunidade científica.
A alegação central que o Discovery Institute faz com o Ensine a Controvérsia é que a imparcialidade e igualdade de tempo requerem que os alunos sejam ensinados uma "Análise crítica da evolução" onde "um amplo escopo de visões científicas", "questões não resolvidas" da evolução, e as "fraquezas científicas da teoria evolucionária" são apresentadas e avaliadas ao lado de conceitos do design inteligente como a complexidade irredutível, e oferecidas como argumentos contra a evolução através de referências oblíquas a livros de autores defensores do design inteligente, listados na bibliografia do plano de lição "Análise Crítica da Evolução" proposto pelo Instituto. A comunidade científica e organizações de educação científica já responderam que na verdade não existe nenhuma controvérsia em relação a validade da evolução e que a polêmica existe unicamente em termos religiosos e políticos.
A campanha Ensine a Controvérsia do movimento do design inteligente é ditada a apoiada majoritariamente pelo Discovery Institute, um think tank cristão conservador  baseado em Seattle, Washington, EUA. O objetivo principal do movimento é "derrotar [a] visão de mundo materialista" representada pela teoria da evolução e a substituí-la como uma "ciência consoante com convicções cristãs e teístas".
Com a decisão judicial de dezembro de 2005 no caso Kitzmiller v. Dover Area School District, onde o Juiz  John E. Jones III concluiu que o design inteligente não é ciência e "não pode se desacoplar de seus antecedentes criacionistas, e consequentemente religiosos", defensores do design inteligente foram deixado com a estratégia Ensine a Controvérsia como o método mais provável que restou para realizar os objetivos enunciados no documento da cunha. Portanto, a estratégia Ensine a Controvérsia tornou-se o principal impulso do Discovery Institute para promover seus objetivos. Assim como o design inteligente é uma fachada para a campanha contra o que seus defensores alegam ser a fundação materialista na ciência que se opõe a Deus, Ensine a Controvérsia tornou-se a fachada para o design inteligente. Entretanto a decisão em Dover também caracterizou "ensinar a controvérsia" como parte de uma trama religiosa.